# 澤田修志
澤田 修志（さわだ しゅうじ、2007年7月19日 - ）は、日本の男子バドミントン選手。

## 経歴
2019年の全国小学生ABC大会では、1ゲームも落とさずに完全試合で3度目の全国制覇を果たした。
2021年の全国中学校大会で男子シングルスで優勝。中学2年生での優勝であり、これは奈良岡功大以来6年ぶりの快挙であった。
2024年の世界ジュニア選手権では、個人戦で２種目で出場。玉木亜弥との混合ダブルスでは、準々決勝で前年王者の張佳晗と李泓毅のペアを21-14,17-21,22-20で破って銅メダルを獲得。世界ジュニア選手権混合ダブルスでのメダルは、日本勢としては9年ぶりの快挙。
高校2年次後半からは石井叶夢とペアを組む。
11月の韓国ジュニア・インターナショナルの男子ダブルスで準優勝。
3月のドイツ・ジュニア・インターナショナルの男子ダブルスで、ふたば未来高校の川野寿真とのペアで準優勝。
同月の全国高校選抜大会の男子ダブルスで、ふたば未来高校の川野寿真 / 山城政人を破って優勝。
2025年5月の日本ランキングサーキット大会では、男子ダブルスで野田悠斗 / 大田隼也、西田陽耶 / 目崎駿太郎や、第1シードの柴田一樹 / 山田尚輝などの強豪社会人勢を次々に破り、高校生にしてベスト4入りを達成。当大会男子ダブルスの高校生によるベスト4入りは、2015年の渡辺勇大 / 三橋健也組以来10年ぶりの快挙。